# Friesenbrücke
Die Friesenbrücke bei der ostfriesischen Stadt Weener in Niedersachsen ist die größte Hub-Drehbrücke für den Eisenbahnverkehr Europas. Sie überspannt die Ems als eingleisige und nicht elektrifizierte Eisenbahnbrücke im Verlauf der Bahnstrecke Leer–Groningen sowie der Wunderline. Sie verfügt über einen seitlichen Geh- und Radweg und ist nach Vorgängerbauten aus den Jahren 1876, 1926 und 1951 die vierte Brücke an dieser Stelle.
Nach ihrer Zerstörung durch einen Schiffsunfall im Jahr 2015 wurde die Brücke bis 2025 vollständig neu errichtet. Aktuell läuft die Inbetriebnahme. Bis zu deren Abschluss ist für Bahnfahrgäste ein Busersatzverkehr eingerichtet, im Fernverkehr zwischen Groningen und Leer und im Nahverkehr zwischen Weener und Leer.

## Geschichte

### Erste Brücke: Emsbrücke Hilkenborg
Nachdem schon am 16. November 1864 in Utrecht die Übereinkunft zwischen den Niederlanden und Hannover über den Bau einer Eisenbahnverbindung von Nieuwe Schanz nach Ihrhove (Landkreis Leer) beschlossen und im Dezember ratifiziert worden war, gingen die Königlich Hannöversche Staatseisenbahnen 1866 auf das Königreich Preußen über. Preußen und die Niederlande trafen dann am 3. Juni 1874 die Übereinkunft zwischen dem Deutschen Reich und den Niederlanden, betreffend die Herstellung einer Eisenbahn von Ihrhove nach Nieuwe Schans der zufolge die Großherzoglich oldenburgische Regierung in den folgenden drei Jahren den deutschen Teil der Eisenbahnstrecke zu erstellen hatte. Innerhalb dieser Baumaßnahme wurde eine erste Brücke über die Ems am Standpunkt der Friesenbrücke von 1874 bis 1876 errichtet. Es handelte sich um eine 345 Meter lange Brücke mit einer integrierten Drehbrücke. Die Brücke verfügte über drei große Stromöffnungen mit einer Länge von jeweils 48 Metern, acht Flutbrücken mit einer Länge von jeweils 14,25 Metern und zwei Flutbrücken mit einer Länge von jeweils 10,50 Metern. Am Weeneraner Ufer befand sich zudem eine Drehbrücke. Hierdurch konnten zwei Schifffahrtsöffnungem mit einer Breite von jeweils 20 Metern freigegeben werden.
Bei einer Sturmflut in der Nacht vom 30. auf den 31. Januar 1877, rund zwei Monate nach der Eröffnung, wurde die Brücke beschädigt, nachdem ein Emsdeich nördlich der Brücke gebrochen war. Zudem wurde der Bahndamm zwischen der Brücke und Weener auf einer Länge von 530 Metern beschädigt. Der Zugverkehr konnte am 27. März 1877 wieder aufgenommen werden. Allerdings konnte die Brücke vorerst nicht überquert werden. Stattdessen mussten die Fahrgäste die Ems über eine provisorisch errichtete Notbrücke überqueren. Der Zugverkehr über die Brücke wurde am 6. April wieder aufgenommen, die Reparatur wurde jedoch erst im Oktober 1877 abgeschlossen.
In der Nacht vom 26. auf den 27. Juli 1913 überfuhr ein Personenzug bei Nebel das haltzeigende Ausfahrsignal von Hilkenborg, das zugleich als Deckungssignal für die zu diesem Zeitpunkt noch nicht geschlossene Brücke fungierte. Als der auf der Westseite stationierte Brückenwärter den Zug herankommen sah, leitete er die Schließung ein; auch der Lokomotivführer hatte die Situation bemerkt und eine Bremsung ausgelöst. Dennoch fuhr der vordere Teil der Dampflokomotive in die Lücke, aber da die Kupplung hielt, verhinderte der übrige Zug als Gegengewicht ihren Absturz in die Ems. Menschen kamen nicht zu Schaden. Die herabhängende Lokomotive wurde am 30. Juli mittels Schwimmkran geborgen und der Verkehr noch am selben Tag wieder aufgenommen.
Am 14. Juni 1922 kollidierte der im Schlepp des Dampfers Theseus fahrende Leichter Hohenfelde mit der Brücke. Zwar wurde die Brücke daraufhin wieder instand gesetzt, dennoch machte der Unfall einen Neubau erforderlich.

### Friesenbrücke von 1926
Die erste Brücke wurde in den Jahren von 1924 bis 1926 durch eine stählerne Fachwerkbrücke mit einer Rollklappbrücke über der Schifffahrtsöffnung ersetzt. Die Brücke wurde von MAN/Gustavsburg einige Meter südlich der bisherigen Brücke vom 1. April 1924 bis zum 1. Juni 1926 errichtet. Der Stahlbau bestand seitdem aus sechs Abschnitten mit jeweils rund 50 Metern Stützweite und einer Rollklappbrücke Bauart Scherzer mit 30 Metern Spannweite. Er war 335 Meter lang. Die Pfeiler waren 12,7 bis 15,5 Meter tief gegründet, die Stützweiten der festen Brückenfelder betrugen 50,64 Meter. Es handelte sich um eine Konstruktion aus Fachwerkträgern. Die Brücke bestand aus sechs festen Überbauten mit einer Länge von jeweils etwa 50 Metern und einer Rollklappbrücke mit einer Länge von 29 Metern. Die Durchfahrtsbreite betrug 25 Meter.
Als am frühen Morgen des 10. Mai 1940 der Überfall der Wehrmacht auf die Niederlande, Belgien und Luxemburg begann, starteten sieben deutsche Panzerzüge mit dem Ziel, die niederländische Grenze zu überqueren. Einer der sieben versuchte es erfolglos an der Friesenbrücke.
Zeitweise war die Friesenbrücke die längste Eisenbahnklappbrücke in Deutschland. Mitte April 1945, kurz vor Ende des Zweiten Weltkriegs, wurde sie von Wehrmachtsoldaten gesprengt, um die heranrückenden kanadischen Soldaten an der Ems aufzuhalten.

### Wiederaufbau 1950/1951
Nach der Zerstörung im Zweiten Weltkrieg wurde die Friesenbrücke von 1950 bis Mai 1951 in der gleichen Form wie bisher wiederaufgebaut. Am 20. Mai 1951 wurde die Brücke eröffnet.

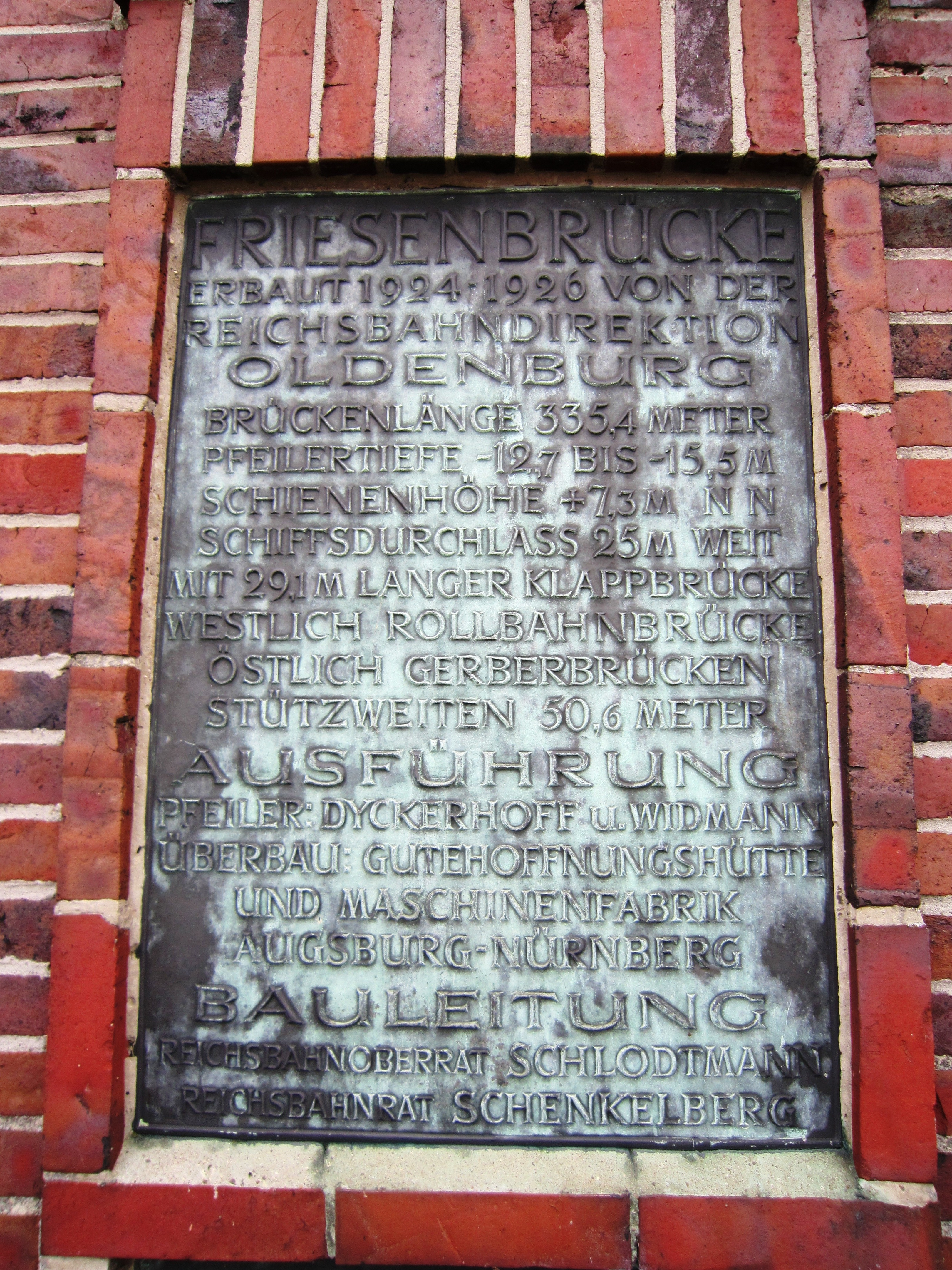
Tafel am Brückenhaus, vor Juli 2021 gestohlen, nicht wieder aufgetaucht (Stand: August 2023)
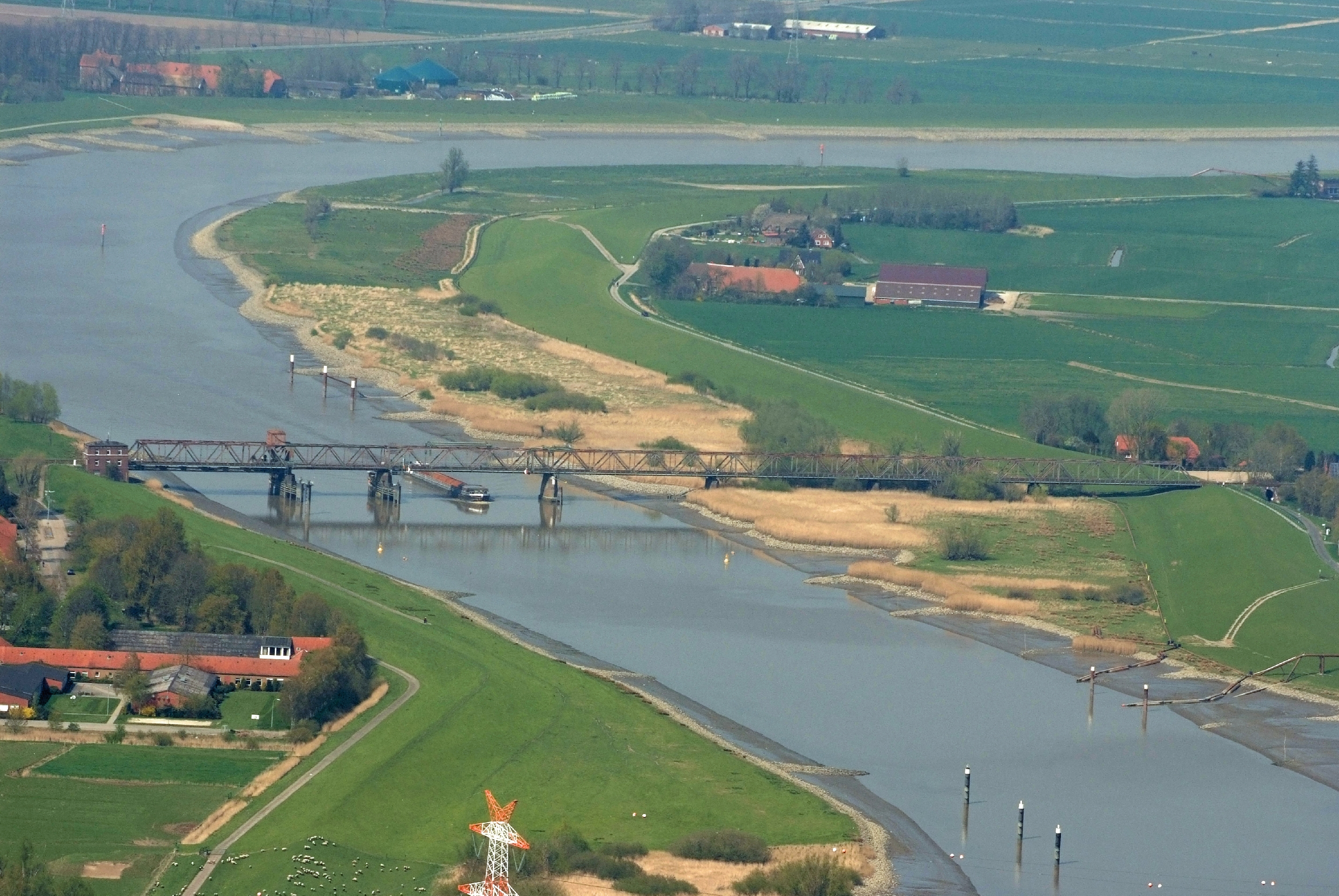
Luftaufnahme 2013
Brücke für die Schifffahrt geöffnet
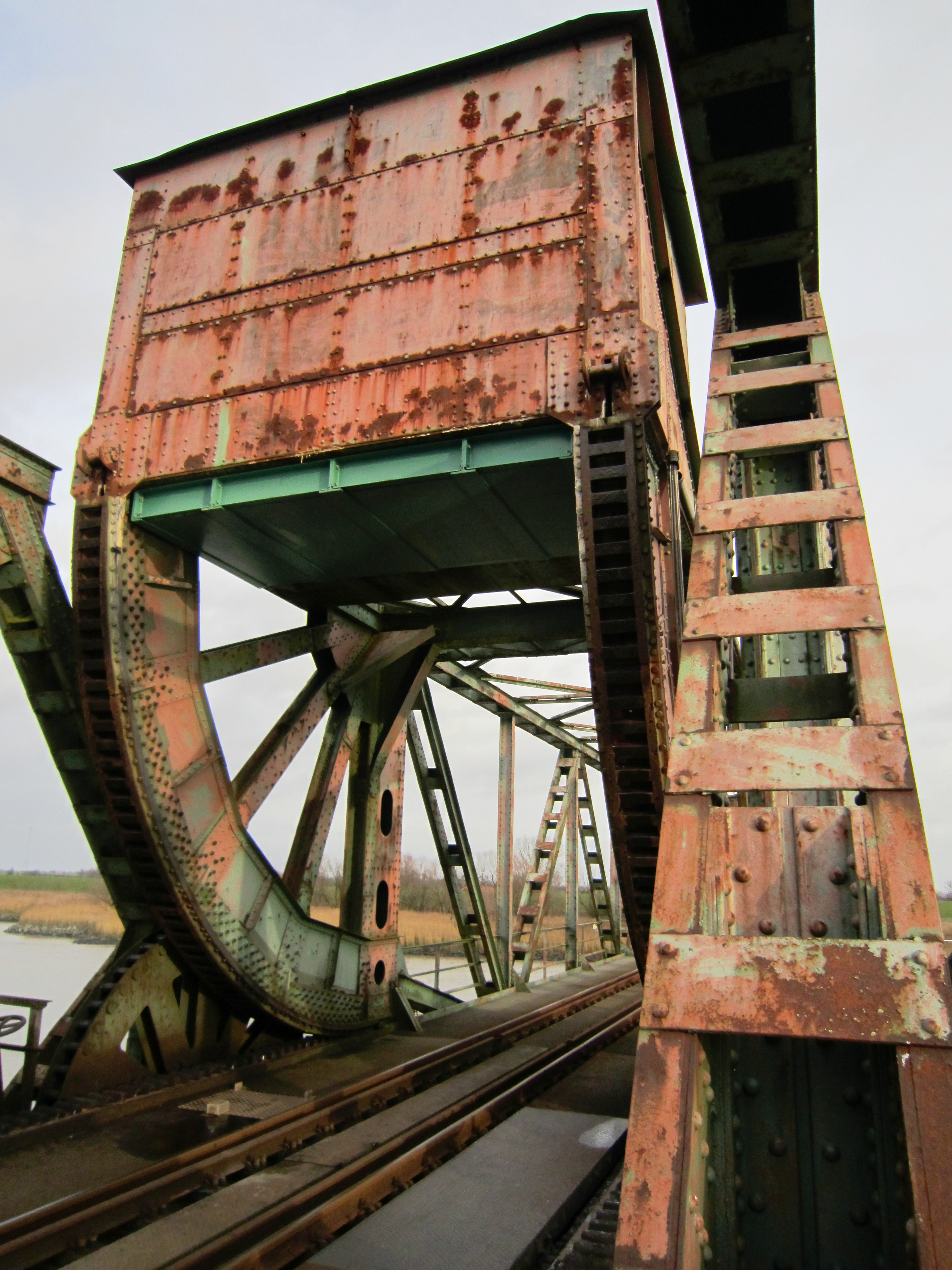
Gegengewicht des Klappüberbaues im Detail
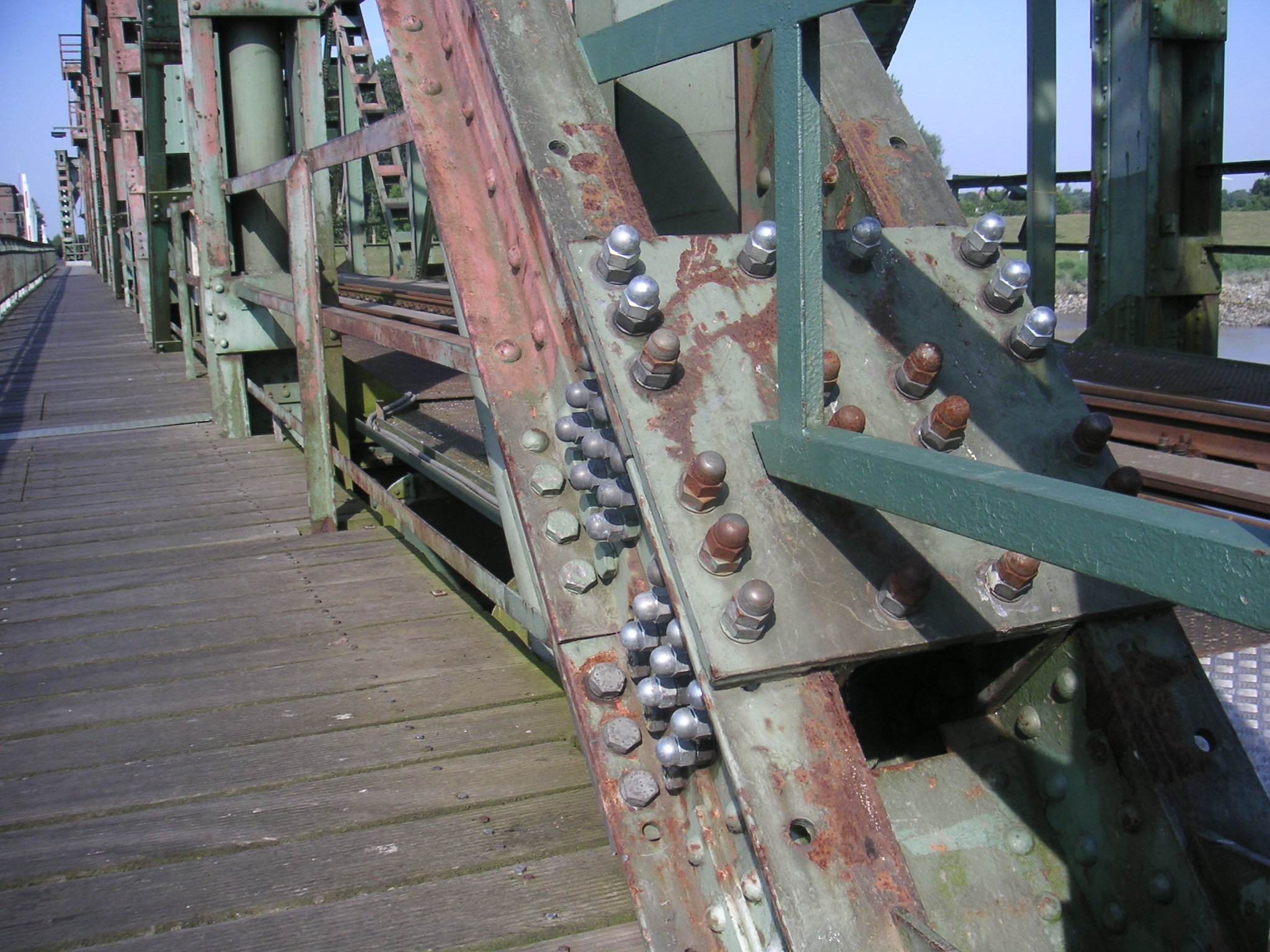
Diese Stelle war verschraubt statt vernietet, um das Brückenmittelteil herausnehmen zu können
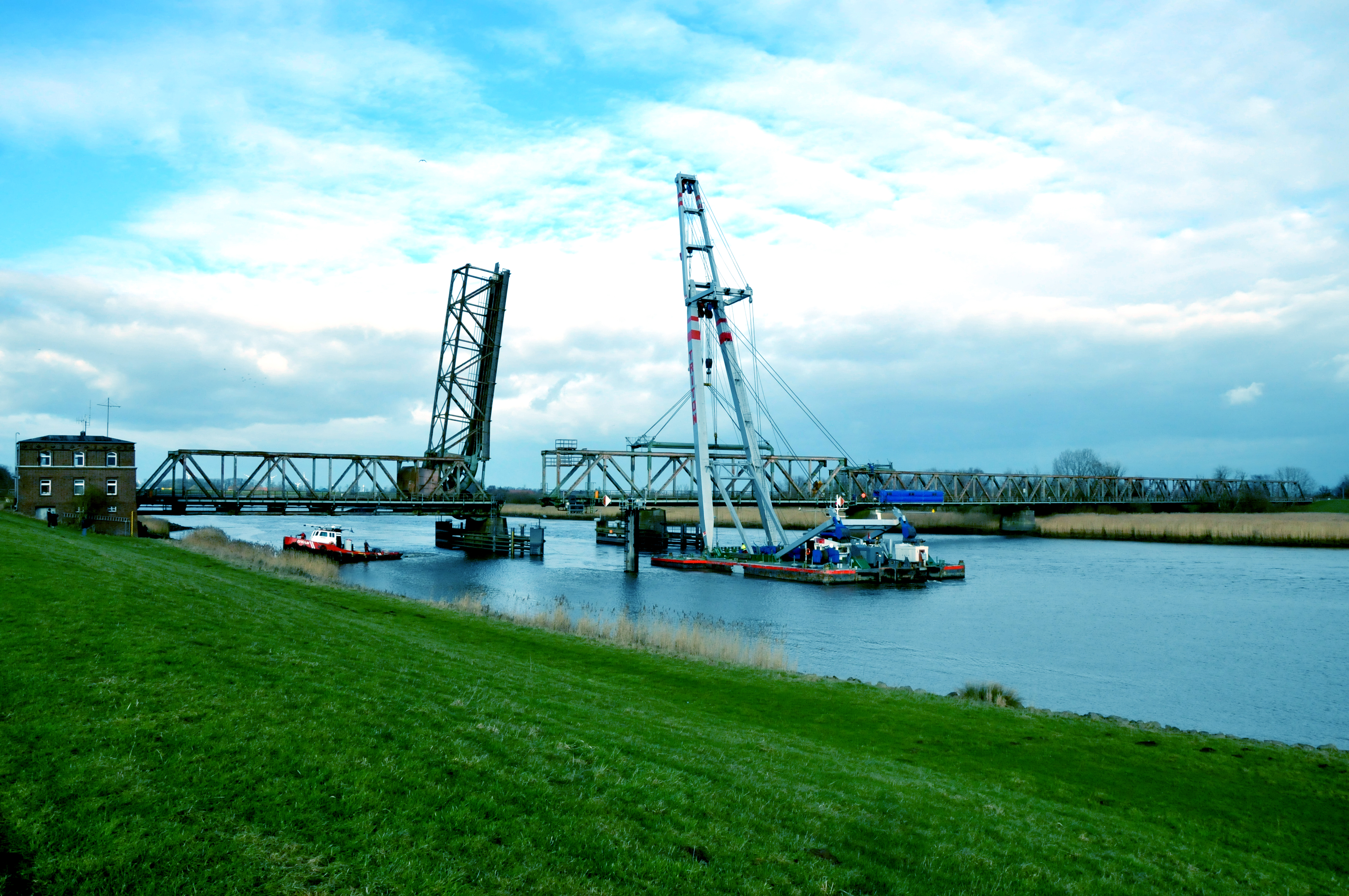
Ausbau des mittleren Überbaus mit einem Schwimmkran am 8. Februar 2013 für die Durchfahrt der AIDAstella

#### Verbreiterung der Durchfahrt

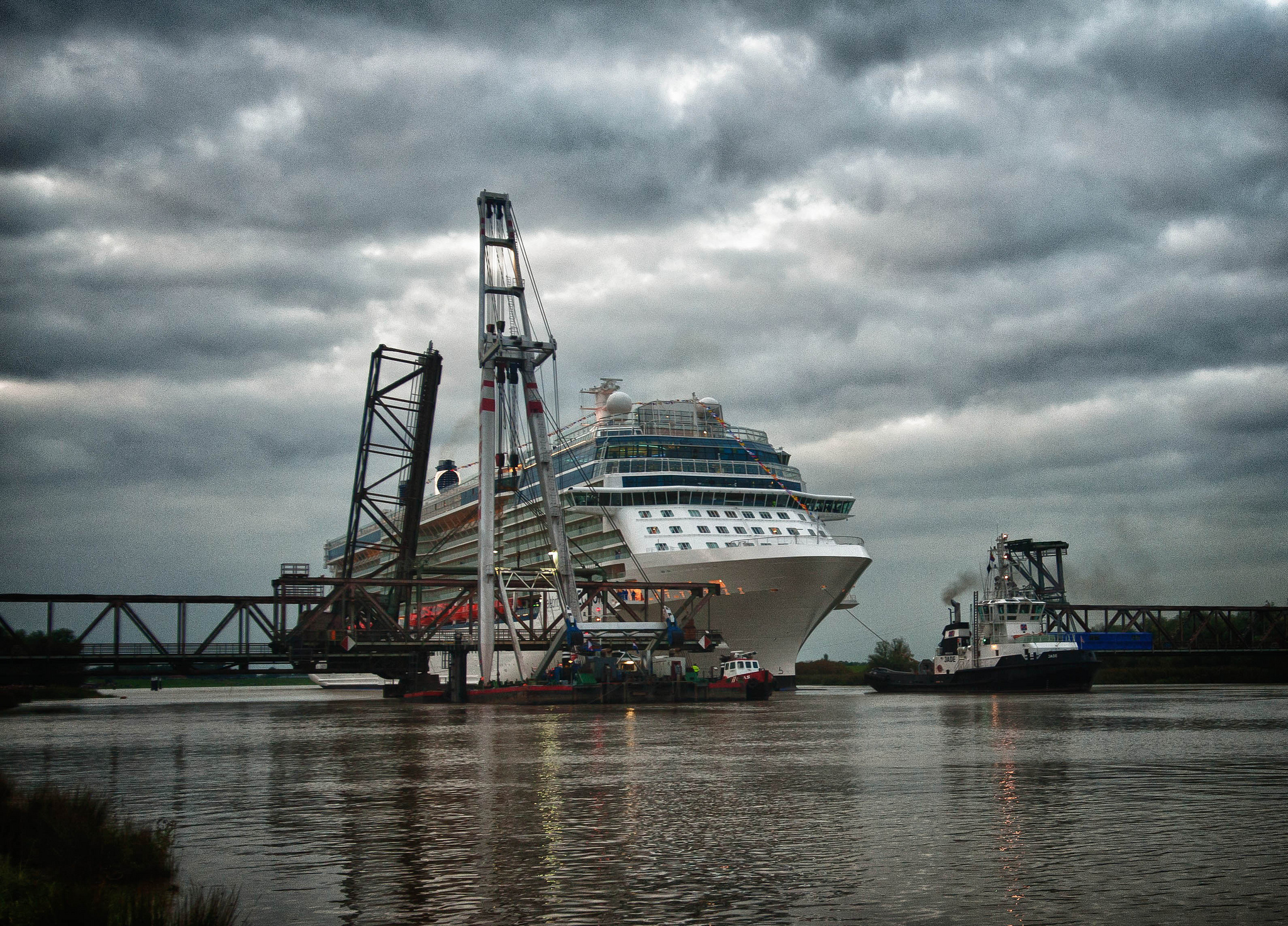
Durchfahrt (rückwärts) der Celebrity Reflection am 16. September 2012

Die Durchfahrtsbreite des geöffneten Klappüberbaues von 25 Metern reichte für viele Schiffsneubauten der Meyer Werft nicht aus. So konnte etwa die im Jahr 1980 abgelieferte Viking Sally nur durch Krängung durch die Brücke manövriert werden. Daher wurde in den 1980er Jahren eine neue Öffnung geschaffen. Hierzu wurde der neben dem beweglichen Überbau liegende Stromüberbau durch einen Schwimmkran ausgehängt. Dieses verblieb während der Überführung am Schwimmkran neben der Brücke. Neben diesem Brückenelement befand sich eine weitere Klappsektion, welche mittels zwei Hydraulikzylindern über den folgenden Überbau geklappt wurde, wodurch die Durchfahrtsbreite zusätzlich erhöht wurde. So entstand eine zweite, mit 46,6 Meter deutlich breitere Durchfahrt. Zudem wurde auch der bewegliche Überbau geöffnet. In diesem Zustand konnte er nicht mehr geschlossen werden, statt Zügen wurde Schienenersatzverkehr eingesetzt.

#### Unfall am 3. Dezember 2015

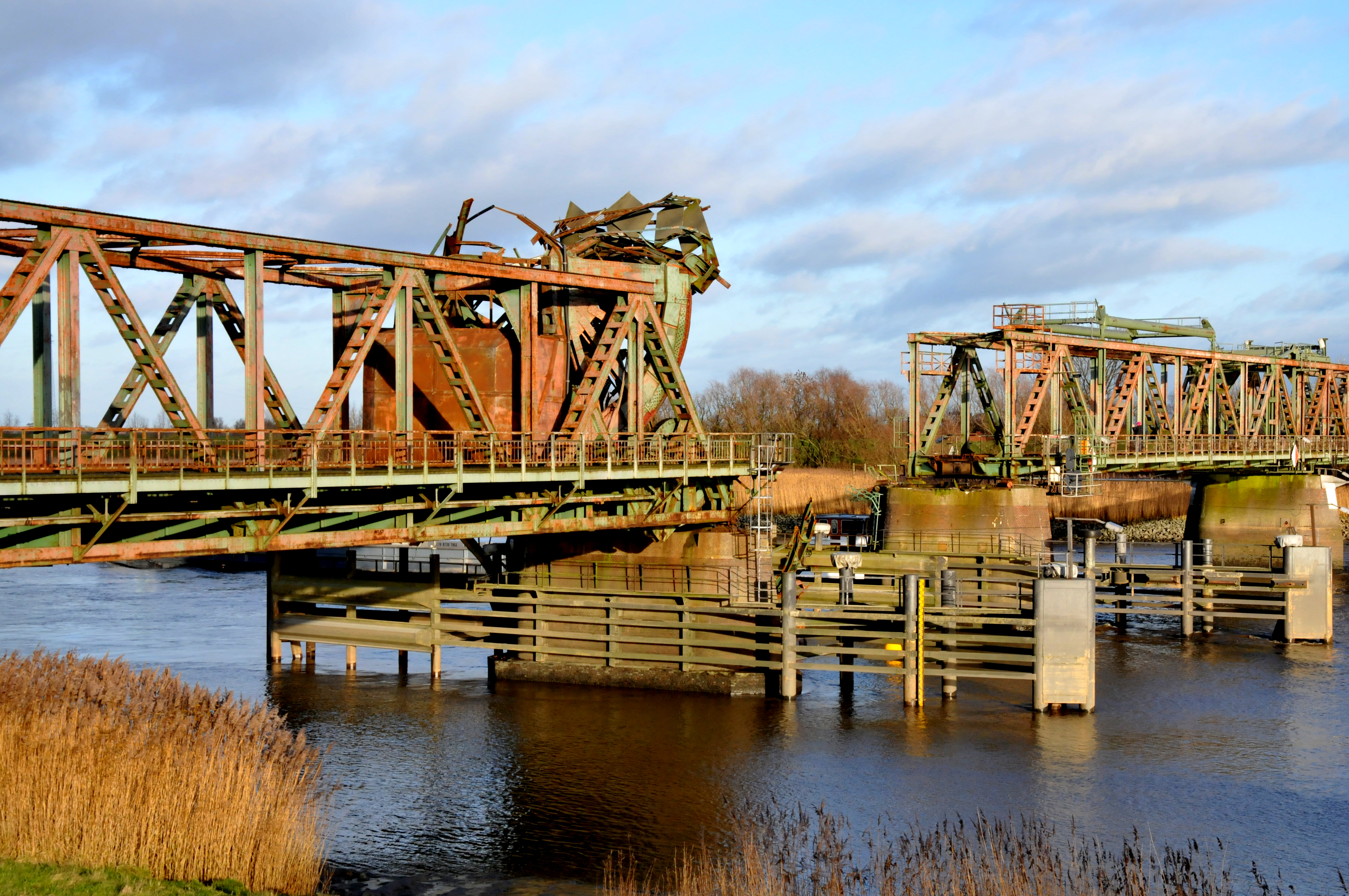
Die Friesenbrücke nach der Kollision

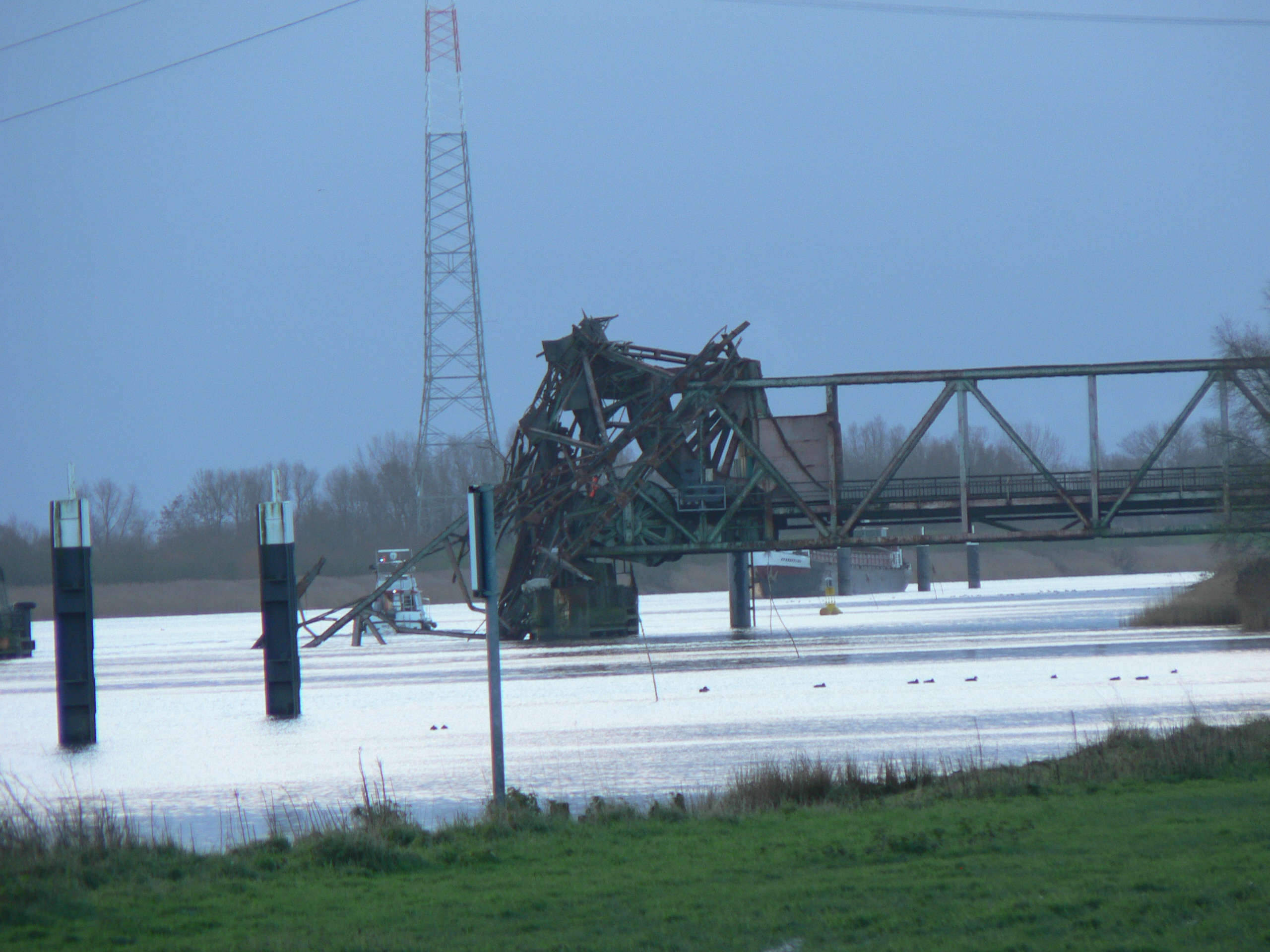
Zerstörtes Klappelement von Norden aus gesehen

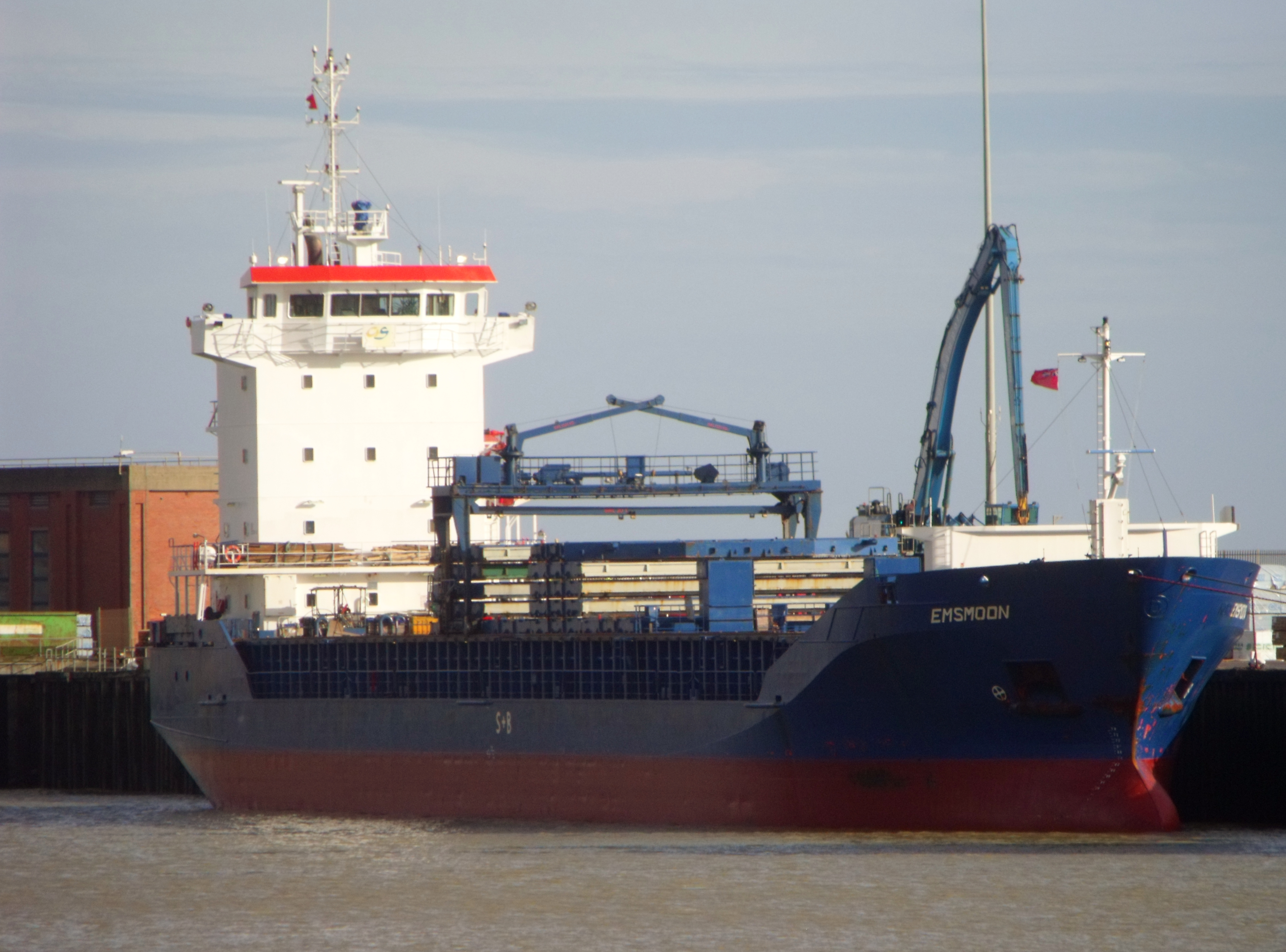
Die Emsmoon, die die Brücke am 3. Dezember 2015 rammte

Am Abend des 3. Dezember 2015 rammte das mit 4563 BRZ vermessene Frachtschiff Emsmoon der Papenburger Reederei Grona Shipping den Klappteil der geschlossenen Brücke, zerstörte ihn und verschob durch die Wucht des Aufpralls die Aufbauten der Brücke um einige Meter. Die Brücke wurde dadurch unbenutzbar.
Der Emsabschnitt wurde wegen der Trümmer sofort für die Schifffahrt gesperrt. Für Binnenschiffe wurde die Unfallstelle am Mittag des 4. Dezember wieder freigegeben. In den folgenden Tagen nach der Kollision wurde der zerstörte Brückenteil mithilfe des Schwimmkrans Triton geborgen. Die Bergung wurde von der DUC Marinegroup und Wagenborg durchgeführt. Ein Bagger stellte die normale Solltiefe im Bereich der Friesenbrücke wieder her. Am 10. Dezember 2015 gab das Wasserstraßen- und Schifffahrtsamt Emden die Ems auch für die Seeschifffahrt wieder frei. Die Lichtzeichen stehen dauerhaft auf Grün. Der Leitstand ist nicht mehr besetzt.
Von der Staatsanwaltschaft Aurich wurden Unfallermittlungen veranlasst. Hinweise auf technische Defekte wurden weder beim Schiff noch bei der Klappbrücke gefunden. Zunächst war nicht geklärt, wer das Kommando über den Havaristen gehabt hatte: der Kapitän oder der Lotse. Der Schiffsfahrtenschreiber des Frachters wurde ausgewertet. Die Staatsanwaltschaft Aurich teilte nach Abschluss der Ermittlungen im Juli 2016 mit, gegen den Lotsen und den Kapitän beim Amtsgericht Leer Antrag auf Erlass eines Strafbefehls gestellt zu haben. Der Lotse soll das Schiff entgegen den Vorschriften selbst geführt und ohne Durchfahrerlaubnis des Brückenwärters in Richtung Brücke gefahren haben. Der Kapitän soll dem Lotsen das Ruder überlassen und weder Ausguck noch Radarbeobachtung eingesetzt haben.
Nach dem letztinstanzlichen Urteil des Landgerichts Aurich erging gegen den Kapitän und den Lotsen kein Strafbefehl, da sie zwar „fahrlässig gehandelt, nicht aber entscheidend ihre Pflichten verletzt“ hätten. Laut dem am 23. Februar 2017 veröffentlichten Untersuchungsbericht der Bundesstelle für Seeunfalluntersuchung wurde die Zerstörung der geschlossenen Klappbrücke durch einen beidseitig missverstandenen Funkverkehr zwischen Brückenwärter und Lotsen hervorgerufen.
Dem Bericht zufolge trugen folgende Faktoren zu dem Unfall bei:
- informelle Kommunikation zwischen Lotse und Brücke, keine verbindlichen Statusmeldungen durch Schiff und Brücke
- Lotse und Brücke führten den Sprechfunkverkehr auf Deutsch, der Kapitän verstand ihn nicht, sondern musste sich auf die Aussagen des Lotsen über die geöffnete Brücke verlassen.
- eventuelle Verminderung der Aufmerksamkeit des Lotsen durch Übernahme der Kommandoelemente und des Funkverkehrs
- fehlende Verfahrensanweisungen für den Funkverkehr zwischen Brücke und Schiffen
- keine Radarüberwachung des Abschnitts durch die Verkehrszentrale in Emden, dort auch keine Information über den Status der Brücke vorhanden außer dem mitgehörten Sprechfunk
- Das Aufstoppen eines größeren Seeschiffes auf einem längeren Flussabschnitt vor der Brücke ist zumindest bei Ebbstrom nicht möglich, das Schiff kann lediglich seine Fahrt etwas an die geplanten Öffnungszeiten der Brücke anpassen
- Es fehlen geeignete Warteplätze mit sicher ausreichendem Tiefgang für große Seeschiffe in ausreichendem Abstand von der Brücke.
- Die optischen Signale an der Brücke sind für eine Erkennung aus einer für die Seeschifffahrt ausreichenden Entfernung nicht ausgelegt und wurden vom Schiff aus nicht erkannt
- Offenbar aufgrund der Brückenkonstruktion kann die Brückenöffnung auf den meisten Radarschirmen nicht sicher als geöffnet/geschlossen dargestellt werden.
- Seeseitig hinter der Brücke befindet sich eine hell erleuchtete Fabrik und zum Unfallzeitpunkt lag dort ein Bagger, der ebenfalls durch seine eingeschaltete Decksbeleuchtung die Sichtbarkeit der Brücke und ihrer Signale erschwerte.

Die BSU spricht in ihrem Bericht mehrere Empfehlungen zur Verbesserung der Situation auf der Ems aus, die sich zumindest teilweise auch auf die Jann-Berghaus-Brücke in Leer beziehen, u. a. eine klare Einbeziehung der Verkehrszentrale als verkehrslenkende Instanz vor den Brücken (Zitat: „die Vereinbarungen […] über den Meldeweg zum Öffnen der Friesenbrücke […] sind für den reibungslosen Betrieb der Brücke […] ungeeignet“), eine verbesserte Statusmeldung der Brücken z. B. auf den portablen Navigationssystemen der Lotsen, Aufstellung von Brücken-Vorsignalen für die Schifffahrt in ausreichendem Abstand und die Sicherstellung von ausreichend tiefen Warteplätzen vor den Brücken, falls die Brücke unvorhergesehen nicht geöffnet werden kann.

#### Rückbau

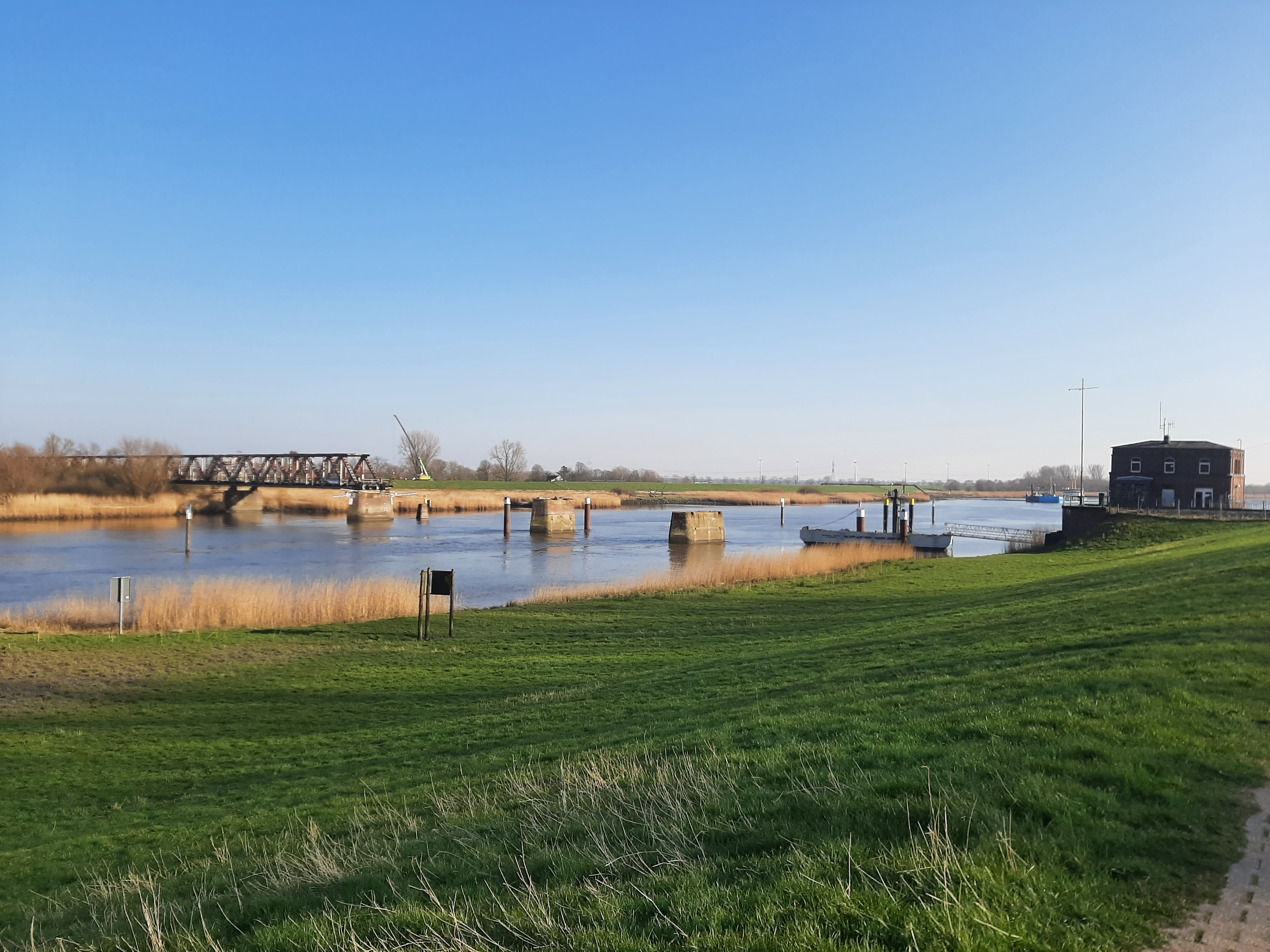
Die Friesenbrücke im März 2022, nach Beginn des Abbruches – der auf der Westseite gelegene Teil der Brücke wurde entfernt

Am 3./4. März 2016 wurde für die Emsüberführung der Ovation of the Seas das Brückenmittelteil mithilfe des Schwimmkrans Triton letztmals ausgehängt und nach Papenburg gebracht. Zuvor verblieb das Brückenteil während jeder Überführung, bei der ein Aushängen des Brückenmittelteils erforderlich war, an einem Schwimmkran neben der Brücke. 2019/2020 wurde es in Papenburg verschrottet. Am 12. Juni 2016 wurde mithilfe des Schwimmkrans Enak die 370 Tonnen schwere Gegenmasse des Rollklappüberbaues geborgen.
Im August 2016 wurden Teile der Brücke abgebaut, um die Durchfahrtsbreite zur Überführung der Genting Dream zu erhöhen. Hierdurch konnten schon auf der Werft auf beiden Seiten des Schiffes Rettungsboote angebracht werden, statt erst in Eemshaven. Die abgebauten Teile wurden in Papenburg gelagert, um bei Bedarf wieder eingebaut werden zu können.
Nachdem die Entscheidung zur Errichtung eines Neubaus gefällt worden war, wurde die Brücke ab November 2021 abgerissen. Am 15. Dezember 2021 wurde das verbliebene Brückenelement auf der Westseite mit dem Schwimmkran Enak ausgebaut und zur Verschrottung nach Papenburg auf das Gelände der Meyer Werft transportiert.
Im März und April 2022 wurden alle Brückenpfeiler im Fluss mithilfe des Schwimmkrans Enak entfernt. Bis Mai 2022 wurden alle Überbauten auf der Ostseite entfernt. Anschließend wurden auch die drei verbliebenen Pfeiler im Deichvorland auf der Ostseite abgebrochen.

#### Ersatzverkehr
Zwischen Leer und Weener ist seit der Sperrung der Brücke Schienenersatzverkehr für die Bahnstrecke Leer–Groningen eingerichtet, die sonst mit Zügen von Arriva Nederland bedient wird. Zwischen Groningen und Leer verkehrt zweistündig ein Expressbus.
Für die Übergangszeit bis zur Fertigstellung der neuen Brücke war die Überquerung der Ems durch die Friesenfähre tideabhängig in den Monaten April bis Oktober kostenlos möglich. Die Fähre wird von der Meyer Werft und der Reederei Schulte & Bruns betrieben und hat eine Kapazität von zwölf Fußgängern oder acht Radfahrern. Die Aufnahme des Fährbetriebs war ursprünglich für Juni 2017 geplant, wurde aber mehrfach verschoben. Später war die Betriebsaufnahme für den 8. September 2018 geplant, dies scheiterte jedoch an der nicht fertiggestellten Zuwegung. Am 6. Oktober 2018 nahm die Fähre den Betrieb auf. Von November bis März hat der Fährverkehr Winterpause. Die Fähre entstand bei einer Werft am Rhein. Ursprünglich war eine gebrauchte Fähre aus Großbritannien beschafft worden, diese konnte jedoch nicht zum Einsatz kommen, da auf der Ems keine Personenfähren mit Benzinmotor eingesetzt werden dürfen. Im Oktober 2024 wurde der Betrieb eingestellt. 2025 wurde das Schiff verkauft und soll auf dem Rhein zum Einsatz kommen. Im Sommer soll die Brücke für Menschen freigegeben werden.

### Neubau (bis Anfang 2026)
Der Neubau der Friesenbrücke ist Teil des Ausbaus der sogenannten Wunderline, wobei die Fahrtzeit auf der 173 Kilometer langen Strecke zwischen Groningen und Bremen von bisher 2 Stunden und 43 Minuten auf 2 Stunden und 28 Minuten gesenkt werden soll.

#### Politische Diskussion
Die Errichtung einer neuen Brücke mit größerer Durchfahrtbreite anstelle einer bloßen Reparatur der Bestandsbrücke wurde politisch etwa gefordert vom Papenburger Bürgermeister und CDU-Mitglied Jan Peter Bechtluft, um „die Brücke fit zu machen für die nächsten Jahrzehnte, indem wir die Durchfahrt für die Schiffe auf der Ems breiter machen“. Die moderne Brücke solle „den Ansprüchen der Bürger und der Hafenwirtschaft gleichermaßen“ entsprechen. Zuspruch erhielt er hierbei von der Papenburger CDU. Ein Wiederaufbau „wie vor 100 Jahren“ sei „kurzsichtig und verantwortungslos“. Hierdurch böten sich dem Papenburger Seehafen neue Chancen, und ein gefährliches Nadelöhr für die Sicherheit des Schiffsverkehrs auf der Ems würde beseitigt werden. Auch würde dies die Überführung von Neubauten der Meyer Werft erleichtern.
Bernard Meyer, Chef der Papenburger Meyer Werft, sprach sich 2016 für einen Neubau aus, um nicht den Status quo zu zementieren, sondern die Chance für eine historische Entscheidung zu nutzen. Dies könne den Schiffsverkehr auf der Ems erleichtern und den Aufwand bei Überführungen von Schiffsneubauten reduzieren. Bislang musste die Brücke für die Überführung von Neubauten und großen Schiffsblöcken mehrfach im Jahr mehrtägig gesperrt werden.
Die Industrie- und Handelskammer (IHK) und die Ems Dollart Region drängten auf eine Reparatur der beschädigten Brücke. Die IHK für Ostfriesland und Papenburg sprach 2018 mit Blick auf die lange Dauer bis zur Fertigstellung von einem „Armutszeugnis“, das Projekt wurde mit dem Hauptstadtflughafen BER verglichen.
Ein weiterer Grund für den Neubau war, dass die bisherige Brücke nur für den Bahnverkehr und als Dienstweg der Bahn gewidmet war. Die Benutzung als öffentlicher Weg für den Geh- und Radverkehr wurde nur geduldet. Bei Verkehrsfreigabe nach Abschluss der Reparatur hätte die zuständige Aufsichtsbehörde dies unterbinden müssen. Die neue Brücke soll hingegen auch dem Geh- und Radverkehr gewidmet werden.

Als Alternativen waren während der Vorplanungen die Null-Variante, ein teilweiser beziehungsweise vollständiger Neubau der Brücke im Stil der Bestandsbrücke, ein teilweiser Neubau in Form einer Hub-Dreh-Brücke mit Drehpfeiler auf Weeneraner Seite sowie ein vollständiger Neubau mit Drehpfeiler auf Ihrhover Seite erwogen worden. Die Nullvariante hätte nicht der Wiederherstellung des Eisenbahnbetriebs gedient. Ein Neubau in Form der Bestandsbrücke hätte keine Verbesserung der Verkehrssituation zur Folge gehabt und wäre zudem ähnlich teuer gewesen wie der Neubau einer Drehbrücke. Die Errichtung eines Drehpfeilers auf Weeneraner Seite erwies sich als nicht realisierbar. Des Weiteren war auch über eine Reparatur der Brücke als Klappbrücke mit größerer Durchfahrtbreite nachgedacht worden. Diese wäre jedoch zu windanfällig gewesen. Die Entscheidung fiel letztendlich auf die Errichtung eines vollständigen Neubaus mit Drehpfeiler auf Ihrhover Seite.
Das Wasserstraßen- und Schifffahrtsamt hat durchgesetzt, dass die Brücke pro Stunde 15,5 Minuten für den Öffnungs- und Schließvorgang, 24,5 Minuten für die Schifffahrt und 20 Minuten für den Bahnverkehr zur Verfügung steht. Zeitweise war befürchtet worden, dass aufgrund der längeren Öffnungs- und Schließdauer einer Drehbrücke nicht zwei Züge pro Stunde die Brücke überqueren könnten, was die Provinz Groningen jedoch wünschte. Mittlerweile kann jedoch sichergestellt werden, dass zwei Züge pro Stunde die Brücke passieren können, die Brücke soll für 20 Minuten pro Stunde für den Bahnverkehr freigegeben werden. Im Sommer 2023 kam jedoch erneut Kritik auf. Die Fahrgastverbände Pro Bahn und Rover halten eine nur 20-minütige Freigabe für Züge pro Stunde für nicht ausreichend zur Realisierung der schnelleren Verbindung zwischen Bremen und Groningen in geplanter Form (Wunderlinie). Es müssten insgesamt vier Züge in einer Stunde die eingleisige Brücke passieren, was in 20 Minuten nicht möglich sei. In der übrigen Zeit habe der Schiffsverkehr Vorrang, obwohl nur ein bis zwei Mal pro Tag überhaupt große Schiffe die Brücke passieren. Die Nutzungszeit sei falsch zwischen dem Bahn- und dem Schiffsverkehr verteilt.

#### Technische Daten

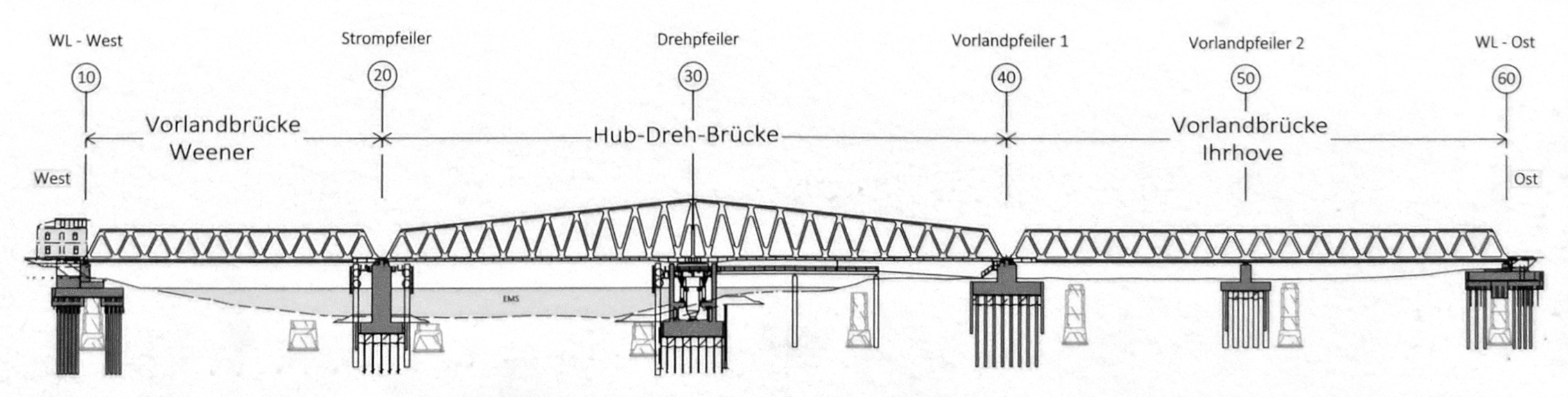
Grafik der neuen Brücke

Gebaut wird eine Hub- und Drehbrücke von 337 m Länge. Der bewegliche Mittelteil wird 145 m lang und wiegt 1800 t. Dies wird die größte Brücke dieser Bauart in Europa. Der Drehpfeiler wird auf der Ihrhover Seite errichtet. Das Mittelstück kann innerhalb von wenigen Minuten um 90° gedreht werden. Die Durchfahrtsbreite wurde erheblich vergrößert, so dass bei der Durchfahrt von großen Schiffen, insbesondere der Überführung der Neubauten von der Meyer Werft in die Nordsee, die Demontage des Brückenmittelteils entfällt und damit auch die hiermit verbundene mehrtägige Unterbrechung des Bahnverkehrs. Die Durchfahrtbreite soll 57 Meter betragen. Die neue Brücke wird gegen das Anstoßen von Schiffen mit einem Anprallschutz ausgestattet.
Neben der Bahntrasse erhält die neue Brücke auch einen 2,5 m breiten Fuß- und Radweg.

#### Bauarbeiten

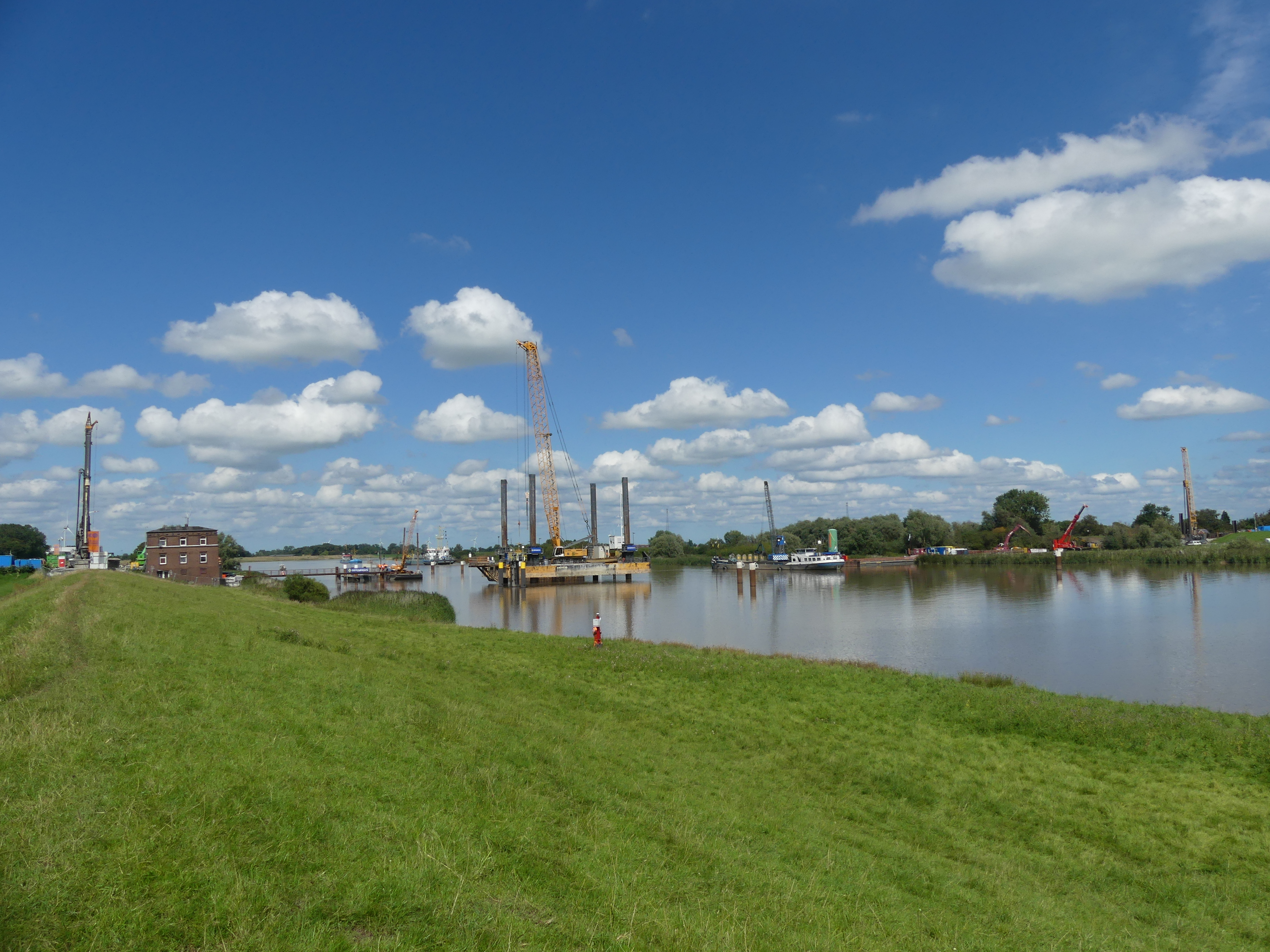
Bauarbeiten im August 2023

Das Eisenbahn-Bundesamt hat den Planfeststellungsbeschluss für das Vorhaben „Erneuerung der EÜ Friesenbrücke bei Weener“ am 1. Juli 2021 erlassen. Der symbolische Baustart erfolgte am 23. Juli 2021. Ab November 2021 wurde die bisherige Brücke abgebrochen. Im Januar und August 2022 erfolgten Rodungsarbeiten unweit der Brücke, um die Einrichtung der Baustelle zu ermöglichen. Im November 2023 wurden erneut mehrere Bäume – Hybridpappeln – gefällt.
Im Sommer 2022 wurde mit dem Bau eines Dükers unterhalb der Ems begonnen, durch den die für die neue Brücke notwendigen Kabel unter der Ems durchgeführt werden. Hierfür wurden zwei horizontale Bohrungen unter der Ems vorgenommen und anschließend Kabelkanäle gebaut. Die Arbeiten wurden Mitte 2023 abgeschlossen.
Während beim ersten Spatenstich am 23. Juli 2021 noch von Baukosten in Höhe von 125 Mio. € ausgegangen wurde, lag die Schätzung im August 2022 bei 200 Mio. Euro. Am 10. November 2022 genehmigte der Haushaltsausschuss des Bundes die Übernahme von Mehrkosten in Höhe von 57 Millionen Euro. Das Land Niedersachsen trägt die Mehrkosten anteilig mit.
Im Sommer 2023 schlossen das Land Niedersachsen, DB Netz und die Kommunen Westoverledingen und Weener einen Vertrag über die Kostenaufteilung. Die Gesamtkosten belaufen sich auf mehr als 200 Millionen Euro. Das Land übernimmt 12,6 Millionen Euro, darin enthalten sind die Kosten für den Rad- und Gehweg in Höhe von 6,1 Millionen Euro. Die Straßenbaulast und damit die Unterhaltungskosten für den Rad- und Gehweg liegen bei den beiden Anrainerkommunen.
Der Bau der Fahrradrampen wird vom Land Niedersachsen bezuschusst. Die Stadt Weener erhält hierfür einen Landeszuschuss in Höhe von 179.000 Euro, die Gemeinde Westoverledingen in Höhe von 159.000 Euro.
Mit dem Neubau der Brücke wurde die Arbeitsgemeinschaft Friesenbrücke bestehend aus den Unternehmen MCE GmbH (Linz), Depenbrock Bau (Niederlassung Hamburg) und Adam Hörnig Baugesellschaft (Aschaffenburg) beauftragt. Der Auftrag zum Bau der neuen Brückenelemente ging an die MCE GmbH. Die Elemente werden in Slaný in Tschechien und Nyíregyháza in Ungarn vorgefertigt. Seit August 2023 werden die Bauteile per Schwertransport nach Papenburg geliefert. Dort werden sie verschweißt und seit Juli 2023 über den Wasserweg per Schwimmkran nach Weener transportiert.
Der östliche Brückenteil (Vorlandbrücke) wurde im Juli 2024 in vier jeweils rund 30 Meter langen und 300 Tonnen schweren Brückenelementen angeliefert, der westliche, 70 Meter lange und rund 700 Tonnen schwere Brückenteil am 30. Oktober in einem Stück. Am 31. Oktober wurde es in Position gehoben.
Im April 2023 wurde auf dem Deich auf der rechten Flussseite bei Hilkenborg eine Aussichtsplattform zur Verfolgung der Arbeiten eröffnet. Auch wurde ein multimediales Bauinformationscenter zur Friesenbrücke und Wunderlinie im Dezember 2023 eröffnet.
Im Februar 2024 wurde der Grundstein für den Drehpfeiler gelegt.
Der Zugverkehr über die neue Brücke sollte zum Fahrplanwechsel im Dezember 2024 aufgenommen werden. Im Mai 2024 wurde jedoch eine Verspätung von rund einem halben Jahr bekannt.
Am 2. September 2024 wurde per Schwimmkran Enak eine Kabelverbindung zur Verbindung von Festland und Drehpfeiler angeliefert. Am 30. Oktober wurde das zweite Bauteil per Ponton nach Weener transportiert und am 31. Oktober 2024 Bauteil installiert. Es ist 70 Meter lang und wiegt rund 700 Tonnen.
Ende November wurde das Hub-Drehwerk per Schwimmkran angeliefert.
Das dritte und letzte Brückenteil, das 145 Meter lange Drehelement, wurde in der Nacht vom 11. auf den 12. Dezember 2024 montiert. Für die Montage wurde die Ems mittels des Emssperrwerks bei Gandersum aufgestaut.
Das Brückenwärterhaus wurde erhalten und um ein Stockwerk erhöht.
Am 2. April 2025 wurde die Brücke erstmals gedreht und geschlossen. Bis zur Inbetriebnahme sind weitere Schließungen inklusive Sperrungen für die Schifffahrt vorgesehen.
Im Mai 2025 wurden die Gleise verlegt. Nahezu zeitgleich teilte die DB mit, dass die Aufnahme des Betriebs – zunächst für Ende 2024, zuletzt für Sommer 2025 angekündigt – sich nunmehr auf Ende des Jahres oder Anfang 2026 verschiebt.

## Verkehrsbedeutung

### Eisenbahn
Die Brücke über die Ems war Teil der Bahnstrecke Leer–Groningen. Die Bahnstrecke war bis etwa 1975 die kürzeste Verbindung von Hamburg nach Amsterdam. In den letzten Jahren hatte sie im Fernverkehr keine Bedeutung mehr. Zuletzt verkehrten im Stundentakt werktäglich 14 Regionalbahn-Paare der DB-Tochtergesellschaft Arriva Niederlande zwischen Groningen und Leer. Seit der Zerstörung der Brücke enden die Züge, die ursprünglich bis Leer durchfuhren, im ostfriesischen Weener, der letzten auf der westlichen Emsseite gelegenen, deutschen Haltestelle. Von dort kann dann mit einem gewöhnlichen Linienbus der Bahnhof Leer erreicht werden. Außerdem verkehrt ein Schienenersatzverkehr mit Schnellbussen seit dem 11. Dezember 2015 zweistündlich direkt zwischen Groningen und Leer.

### Fuß- und Radweg
Weiter trug die Friesenbrücke auf der südlichen, flussaufwärts gelegenen Seite einen nicht genehmigten, aber geduldeten Fuß- und Radweg. Die Brücke war eine wichtige Verbindung sowohl für Einheimische als auch Radtouristen auf der Dortmund-Ems-Kanal-Route, der Deutschen Fehnroute, dem Emsradweg und dem Kreuzfahrtweg, einer eher lokalen Rad-Themenroute, die die Schiffsüberführungen der Meyer-Werft zum Thema hat.

### Schiffsverkehr
Die Ems ist hier Teil der Seeschifffahrtsstraße Untere Ems bis einschließlich zum Hafen Papenburg, eine Verbindung, die mit dem Dortmund-Ems-Kanal als Binnenwasserstraße bis ins Ruhrgebiet führt. Für Fahrzeuge der Berufsschifffahrt (hauptsächlich der Seeschifffahrt) und Sportschifffahrt mit höheren Aufbauten musste die Brücke geöffnet werden, was je nach Dauer der Durchfahrt des Schiffes zehn Minuten oder länger andauerte.

## Trivia
Im Heimatmuseum in Weener befindet sich ein Modell der ehemaligen Friesenbrücke.